# Ukrainska kulturfonden
Ukrainska kulturfonden (på ukrainska Український культурний фонд, Ukrajinsky kulturny fond) är en fond som fungerar under den ukrainska staten. Dess uppgift är att finansiera utvecklande av ukrainsk kultur. Fonden är grundad år 2017.
Till kulturfondens syften hör bl.a. att:
- popularisera ukrainska konsten
- stödja konsten bland den ukrainska diasporan
- stödja dem unga konstnärerna att starta sin karriär
- stödja försvarande Ukrainas nationella kulturarv

Ukrainas parlament fattade beslut att grunda kulturfonden år 2017. Personen som kan bli nämnd som fondens ordförande ska vara en expert inom kulturbransch, förnämlig känd person och ska kunna åtminstone en av Europarådets officiella språk (engelska eller franska).. Julia Fediv valdes till styrelsens ordförande i februari 2018. Mihailo Zaharevitj har fungerat som kulturfondens verkställande direktör sedan början av 2021.
År 2020 var kulturfondens budget fyra miljarder hryvnior.